# José Riga
Pour les articles homonymes, voir Riga (homonymie).
José Riga, né le 30 juillet 1957 à Liège en Belgique, est un footballeur et entraîneur belge.

## Biographie
Après un titre et une coupe dans les divisions inférieures, José Riga a commencé au niveau national au RCS Visé. 
Arrivé dans ce club qui venait de connaître la relégation en D3, il est parvenu dès la première saison à remonter en D2 via les playoffs. 
Appelé à la tête du RAEC Mons (après sa descente en Division 2 en 2005), José Riga a pour mission de ramener le club parmi l'élite dans les plus brefs délais. Il y parvient en un an et séduit de nombreux observateurs par la qualité du jeu proposé par son équipe. 
Durant la première année du club en division 1, il parvient à l'amener à la 9e place du général, avec 44 points (un record). Une saison émaillée par des succès frappants : 5-0 face à Genk, 6-1 face à Roulers.
La deuxième année est plus difficile pour le coach liégeois. Le club doit confirmer sa première bonne saison et semble se donner les moyens de ses ambitions en conservant son effectif. Des lacunes offensives apparaissent toutefois rapidement après le départ du buteur Mohamed Dahmane. Les mauvais résultats s'enchaînent et la fin semble proche pour celui que les dirigeants montois qualifient d'« ami du club ».
Bien que son contrat court jusqu'en 2010, il est remercié en janvier 2008. 
En juin 2008, il signe un contrat de 5 ans en tant que directeur technique au RCS Visé.
Après avoir raté de peu l'accession à la D2 via les playoffs, la saison suivante, il combine le rôle de directeur technique et coach. Au terme de la saison, le RCS Visé remporte le titre et retrouve la D2.
Le 28 juin 2011, José Riga est nommé T1 du Standard de Liège, à la suite du changement d'actionnariat au sein de ce club.
La première année est une année de transition et le départ de plusieurs joueurs importants (Witsel, Benteke, Defour et Mangala).
Cela n'empêche pas de réussir un très beau parcours au sein des différentes compétitions : Ligue Europa (8e de finale), Coupe de Belgique (1/4 de finale) et accession aux playoffs 1.
En juin 2012, il part au Qatar et intègre l'Aspire Academy (centre de formation) en vue de mettre en place un nouveau programme de développement. 
José Riga, en association avec Michel Bruyninckx, conçoit et développe une méthode d'entraînement. Elle est centrée sur le fonctionnement du cerveau, méthode appelée Cogitraining, et un outil important appelé SenseBall, dont la pratique permet, entre autres, de devenir un joueur ambidextre.
Afin de promouvoir au mieux le concept « Cogitraining » à travers le monde, il décide de quitter Aspire en 2013.
En octobre 2013, il signe un contrat avec le club italien du Milan AC et rejoint le staff technique composé notamment de Filipo Galli chargé de revoir le programme de développement du foot. Avec son compatriote Michel Bruyninckx, José Riga a été engagé pour améliorer les techniques et concepts d'entraînement des joueurs, notamment avec sa méthode Cogitraining.
En 2014, alors qu'il est occupé à la promotion du concept (notamment pour la coupe du monde au Brésil), il est appelé par le Charlton FC, dernier en Championship. Avec 16 matchs à disputer en six semaines, la tâche s’avère difficile. Arrivant alors comme le premier belge à « coacher » en Angleterre, il arrive en peu de temps à sortir le club de la zone de relégation tout en imposant son « style » et son « management ». Le club se maintiendra en Championship et son travail sera reconnu de tous et souligné par la presse anglaise. 
Son succès londonien attire les autres clubs et notamment Blackpool et son président « fantasque ». Après quelques semaines, le club et lui-même décideront de mettre fin à un feuilleton incroyable. En effet, deux jours avant de disputer le premier match de championnat, le club compte huit joueurs sous contrat : une situation unique. 
Suivra alors une mission spécifique à nouveau au Standard de Liège, son club, avec pour objectif la qualification pour les playoffs 1. Ce qui sera assuré.
Il signe un contrat de deux ans en faveur du FC Metz le 16 juin 2015 avec la mission de faire retrouver la Ligue 1 au club. L'aventure messine s'arrête le 23 décembre 2015 alors que le club est à ce moment à un point du podium de Ligue 2.
Le 14 janvier 2016, il redevient entraîneur de Charlton Athletic pour un an et demi avec comme première mission de maintenir le club en Championship. N'ayant pas réussi à sauver le club de la relégation, José Riga démissionne le 7 mai 2016.
Fin 2016, il revient en Belgique, au Cercle de Bruges. En effet, celui-ci est en grande difficulté en D2 et la mission s'annonce à nouveau compliquée. Malgré cela, il arrive à maintenir le club en élite et par la même occasion assure sa survie dans le monde professionnel.
Il est alors chargé de remonter le club en D1A en l'espace de deux saisons.
Après avoir accueilli 25 nouveaux joueurs, la préparation d'avant saison se passe très bien et l'équipe devient rapidement le « grand favori » pour une remontée rapide. C'est à ce moment-là que l'équipe connait des soucis de régularité dans les résultats et la direction du club décide d'arrêter la collaboration alors que le club est seulement qu'à deux points du leader. 
Le 7 juillet 2018, il est nommé entraîneur du Club Africain en Tunisie. Après seulement quatre matches de championnat, le club tunisien se sépare de l'entraîneur belge. 
Le 14 octobre 2019, José Riga revient en Belgique et devient le directeur sportif du RCS Visé en D1 amateur (équivalent de la Division 3), club qu'il avait déjà entraîné de 2000 à 2002 et de 2009 à 2011.
« Son fils Grégory Riga, professeur d’éducation physique et actuellement assistant du directeur dans une soccer Academy en Floride, l’a assisté dans différentes missions comme le Standard de Liège, Aspire Academy, AC Milan. »[réf. nécessaire]
En juin 2022, il devient entraineur de la JS Kabylie. Après seulement trois matches de championnat, le club Algérien décide de se séparer du belge.

## Palmarès

### En tant qu'entraineur
RCS Visé
- Accession à la Division 2 via les playoffs en 2002

- Champion de Belgique de Division 3 en 2010

 RAEC Mons
- Champion de Belgique de Division 2 en 2006

## Scout, analyste et professeur
- 2008-2010 : José Riga travaille également pour l'URBSFA en tant que scout et analyste pour l’équipe nationale belge de football et ponctuellement comme professeur pour les cours de Licence Pro.

## Médias
- Depuis 2000, José Riga est régulièrement consultant pour le service Sports de la RTBF, plus particulièrement pour les Euros et Coupes du monde. Il a également travaillé comme consultant pour BeTV sur la Champions League. Ponctuellement, consultant pour Eleven (matchs européens) et Voo Sport (compétition belge).